# Торнадісос-де-Авіла
Торнадісос-де-Авіла (ісп. Tornadizos de Ávila) — муніципалітет в Іспанії, у складі автономної спільноти Кастилія-і-Леон, у провінції Авіла. Населення — 414 осіб (2010).
Муніципалітет розташований на відстані близько 80 км на захід від Мадрида, 7 км на південний схід від Авіли.

## Демографія
Динаміка населення (INE ):